# برايان فوس
برايان فوس (بالإنجليزية: Brian Voss)‏ هو لاعب البولنغ ‏ أمريكي، ولد في 4 أغسطس 1958.